# Rhinoceros
Rhinoceros je rod nosorogov z enim rogom. Beseda »rhinoceros« izhaja iz grščine (»rhino« = nos, »ceros« = rog). Rod obsega dve vrsti, indijskega nosoroga (Rhinoceros unicornis) in javanskega nosoroga (Rhinoceros sondaicus). Javanski nosorogi so z manj kot 60 preživelimi osebki ena izmed najbolj ogroženih vrst velikih sesalcev na svetu. Najdemo jih na Javi (Indonezija) in v Vietnamu.
Nosorogi, ki imajo po dva rogova, pripadajo rodu Diceros.